# Туркменистански манат
Туркменистански манат (туркменски: Türkmen manady) је званична валута у Туркменистану.